# Groep (economie)
Een groep of een economische entiteit is een verzameling van bedrijven die onder directe of indirecte controle staan van eenzelfde moederonderneming.
Belangrijk is dat de groep zelf geen rechtspersoonlijkheid heeft en de individuele bedrijven wel.